# Tony Benn
Anthony Neil Wedgwood Benn kendt som Tony Benn (3. april 1925 – 14. marts 2014) var en britisk politiker for Labour.
I perioden 1960 til 1963 var også kendt som 2. Viscount (vicomte) Stansgate.
Tony Benn var bestyrelsesformand for Labour (formand for den årlige kongres) i 1971-1972.